# Palata
Palata är en ort och kommun i provinsen Campobasso i regionen Molise i Italien. Kommunen hade 1 668 invånare (2018).